# Шутков Федір Васильович
Шутков Федір Васильович (15 лютого 1924 — 18 грудня 2001) — радянський яхтсмен.
Олімпійський чемпіон 1960 року в класі Зоряний, учасник 1968 року.